# Ненндорф
Ненндорф (нім. Nenndorf) — громада в Німеччині, розташована в землі Нижня Саксонія. Входить до складу району Віттмунд. Складова частина об'єднання громад Гольтрім.
Площа — 6,86 км2. Населення становить 784 ос. (станом на 31 грудня 2021).